# Confederación Brasilera de Voleibol
La Confederación Brasilera de Voleibol (en portugués Confederação Brasileira de Voleibol) es el organismo de Brasil que organiza el voleibol en ese país. Se fundó el 16 de agosto de 1954 y actualmente organiza las selecciones del país en ambas ramas del deporte, la masculina y la femenina en todas las categorías, desde absoluta hasta las formativas.
Además, organiza los torneos de instituciones para ambas ramas en la Superliga Brasilera de Voleibol. Existe tanto la Superliga femenina y la Superliga masculina.

## Federaciones afiliadas
La confederación cuenta con 27 federaciones afiliadas.
| - Federação Acreana de Voleibol - Federação Alagoana de Voleibol - Federação Amapaense de Voleibol - Federação Amazonense de Voleibol - Federação Baiana de Voleibol - Federação de Vôlei do Distrito Federal - Federação Catarinense de Voleibol - Federação de Voleibol do Estado do Ceará - Federação Espírito Santense de Voleibol - Federação Gaúcha de Volley-ball - Entidade da Administração Goiana de Voleibol - Federação Maranhense de Voleibol - Federação Matogrossense de Voleibol - Federação de Voleiboll de Mato Grosso do Sul - Federação Mineira de Voleibol | - Federação Norteriograndense de Voleibol - Federação Paraense de Voleibol - Federação Paraibana de Voleibol - Federação Paranaense de Voleibol - Federação Paulista de Volleyball - Federação de Voleibol do Estado de Pernambuco - Federação Piauiense de Voleibol - Federação de Volley-ball do Rio de Janeiro - Federação Roraimense de Voleibol - Federação Rondoniense de Voleibol - Federação Sergipana de Volley-ball - Federação Tocantinense de Voleibol |

## Selecciones
- Selección de voleibol de Brasil
- Selección femenina de voleibol de Brasil

## Torneos organizados

### Superliga
La Superliga es el máximo torneo de instituciones a nivel nacional. Cuenta con ramas masculinas y femeninas y ambas con dos divisiones. Los campeones de cada rama clasifican a las competencias internacionales que organiza la Confederación Sudamericana, el Sudamericano de Clubes Masculino y Sudamericano de Clubes Femenino.
| Rama masculina - Superliga masculina - Serie A - Serie B | Rama femenina - Superliga femenina - Serie A - Serie B |

### Liga Nacional de Voleibol
La Liga Nacional de Voleibol es el torneo de tercera división del voleibol brasilero. El torneo reúne equipos de las veintisiete federaciones afiliadas a la CBV y se juega en regiones. Generalmente tiene una fase final única que determina a los ascensos y se juega en sede única.

### Otros torneos de voleibol bajo techo
- Vôlei master
- Campeonato Brasileiro de Seleções

### Voleibol playa
- Circuito Brasileiro de Vôlei de Praia, que a su vez cuenta con varios circuitos.[4]
  - Open
  - Challenger
  - Nacional
  - Superpraia